# Rap God
"Rap God" là một bài hát của rapper người Mỹ Eminem nằm trong album phòng thu thứ tám của anh, The Marshall Mathers LP 2 (2013). Bài hát bắt nguồn từ bản nhạc không lời của DVLP và Filthy, với phần lời do Eminem freestyle rap trong một lần thu âm duy nhất. "Rap God" là một bài hát hip hop điện tử pha trộn với nhiều thể loại phụ khác nhau. Nội dung bản rap thể hiện việc Eminem xây dựng hình tượng và tự phong mình là một vị Thiên Chúa trong hip hop. "Rap God" có chứa một loạt khảo chỉ văn hóa đại chúng, mang phong cách rap cực nhanh như "Supersonic" của J. J. Fad và được Sách kỷ lục Guinness công nhận là đĩa đơn hit có nhiều từ nhất.
Aftermath Entertainment phụ trách phát hành "Rap God" trên iTunes Store Hoa Kỳ vào ngày 15 tháng 10 năm 2013, qua đó bài hát trở thành đĩa đơn thứ ba từ The Marshall Mathers LP 2. "Rap God" nhận về đánh giá nhìn chung là tích cực từ giới chuyên môn. Họ ca ngợi kỹ thuật gieo vần, tốc độ rap thần thánh và sự chuyên nghiệp của Eminem trong việc phối hợp giữa hai phong cách old school và trưởng thành. Tuy nhiên, nhiều bài đánh giá chỉ trích giai điệu và những khảo chỉ văn hóa trong "Rap God" là lỗi thời, kém hấp dẫn và trẻ con nếu xét độ tuổi hiện tại của Eminem. Bài hát từng vấp phải tranh cãi vì lời bài hát chứa ngôn từ kỳ thị người đồng tính, hoặc bị kiện tụng vì được cho là sử dụng giai điệu bài hát "Lookin Boy" của Hotstylz mà không ghi công.
Về mặt thương mại, "Rap God" ra mắt ở hạng 7 trên bảng xếp hạng Billboard Hot 100 Hoa Kỳ và được RIAA chứng nhận đĩa 7× Bạch kim vào năm 2022. Ca khúc còn đạt hạng cao và được chứng nhận đĩa Bạch kim ở Úc, Canada, New Zealand, Scotland và Anh Quốc. Video âm nhạc "Rap God" được ghi hình tại Russell Industrial Center do Rich Lee đạo diễn. Nội dung cho thấy Eminem hóa thân thành Max Headroom, rap chiến như 8 Mile, cùng một loạt khảo chỉ văn hóa khác. MV "Rap God" thắng hạng mục Biên tập xuất sắc nhất tại giải Video âm nhạc của MTV năm 2014. Bài hát từng được Eminem biểu diễn tại nhiều lễ hội âm nhạc và tại lễ trao giải năm 2013 như giải thưởng Âm nhạc YouTube và giải Âm nhạc châu Âu của MTV. "Rap God" được đề cử giải Grammy cho trình diễn rap xuất sắc nhất tại lễ trao giải thường niên lần thứ 57.

## Bối cảnh
Năm 2010, nam rapper Eminem phát hành album phòng thu thứ bảy Recovery đạt thành công lớn về mặt thương mại, mang về 10 đề cử (thắng 2) giải Grammy, cùng với hai đĩa đơn quán quân bảng xếp hạng bài hát tại Hoa Kỳ như "Not Afraid" và "Love the Way You Lie". Sau đó, anh trở lại hợp tác với nam rapper Royce da 5'9" trong nhóm hip hop Bad Meets Evil và phát hành đĩa mở rộng đầu tay của nhóm, Hell: The Sequel. Không chỉ được tán dương về mặt chuyên môn, EP đạt thành công về mặt thương mại khi ra mắt ở vị trí thứ nhất trên bảng xếp hạng Billboard 200 Hoa Kỳ. Eminem bắt tay thực hiện album phòng thu thứ tám vào năm 2012, với nhan đề The Marshall Mathers LP 2 nhằm thử nghiệm chủ đề hoài cổ. Album được phát hành vào ngày 5 tháng 11 năm 2013. Sau khi ra mắt các đĩa đơn "Berzerk" và "Survival", Eminem công bố phát hành "Rap God" làm đĩa đơn thứ ba cho The Marshall Mathers LP 2.

## Sáng tác và sản xuất

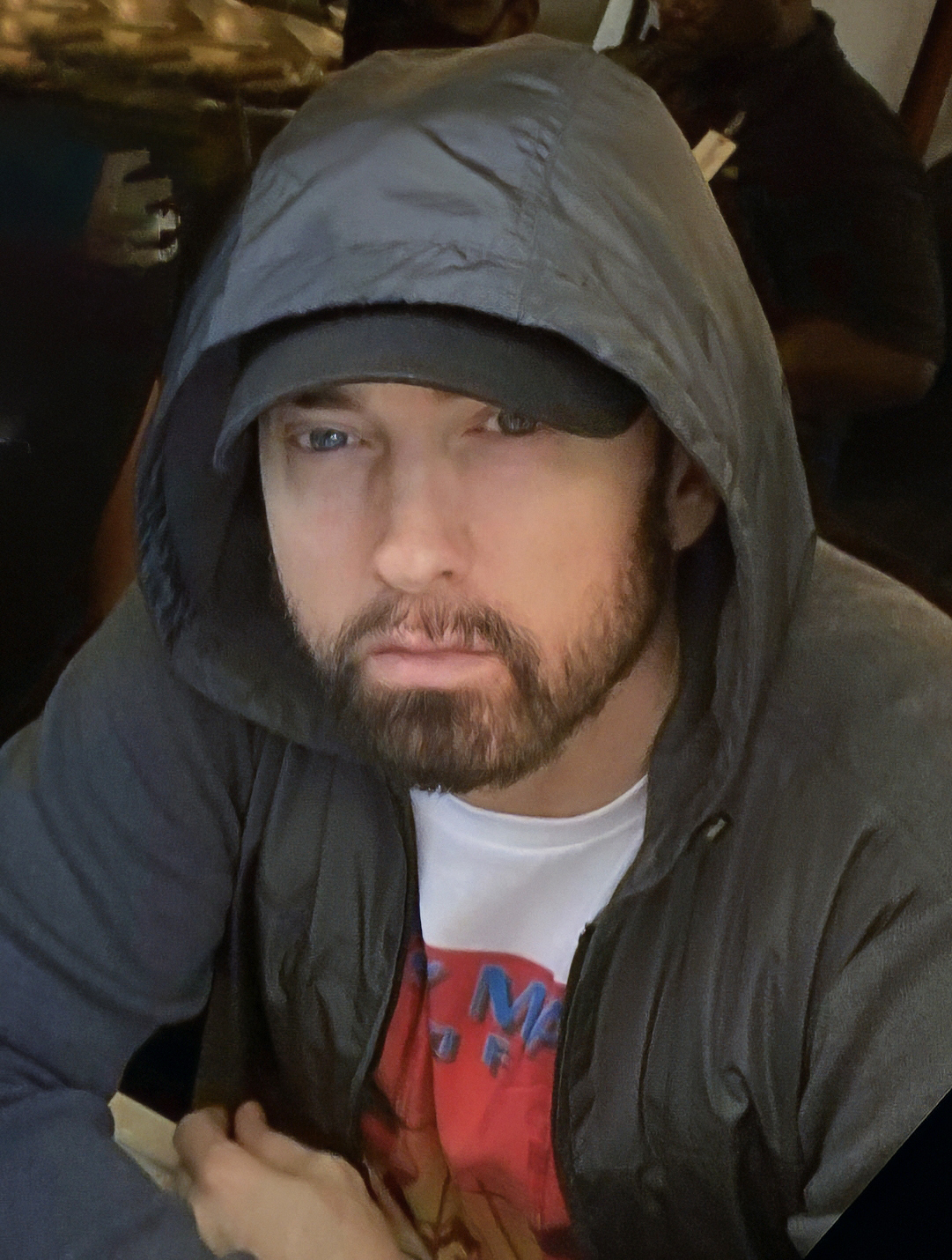
Eminem (hình) sáng tác "Rap God" bằng cách freestyle rap trong một lần thu âm duy nhất.

"Rap God" bắt nguồn từ bản nhạc không lời do Bigram "DVLP" Zayas và Matthew "Filthy" Delgiorno phối khí từ tháng 11 năm 2011 vốn ban đầu không có ý định dành cho bất kỳ nghệ sĩ cụ thể nào nhưng họ đã đổi ý. DVLP cho biết anh đã tạo ra một "bản nhạc đỉnh cao chỉ dành cho những MC giỏi nhất" và trả lời với tạp chí XXL rằng: "Tôi chắc chắn sẽ không làm bản nhạc này dành cho rapper hạng B." Mặc dù bản beat "Rap God" được cân nhắc bàn giao cho các nghệ sĩ như hai nam rapper T.I. và Fabolous, nhưng DVLP cảm thấy khí nhạc không hoàn toàn phù hợp với họ.
Người quản lý Stephen Hacker của DVLP đã âm thầm gửi beat "Rap God" đến hãng thu âm Shady Records của Eminem vào mùa thu năm 2012, và nam producer không hay biết được điều này cho đến khi Eminem thông báo đồng ý đảm nhận. Eminem phản hồi rằng đó là một trong những bài beat "bệnh hoạn nhất" mà anh từng nghe. Tuy nhiên, DVLP không có mặt trong quá trình thu âm "Rap God" và chỉ sau khi được phát hành, anh mới được nghe bản nhạc hoàn chỉnh. DVLP nghĩ Eminem là người duy nhất có thể đáp ứng được thử thách dành cho rapper giỏi nhất của anh.
Eminem sáng tác toàn bộ lời bài hát "Rap God" bằng cách thu âm freestyle rap chỉ một lần duy nhất trong vòng 6 phút, tại Effigy Studios ở Ferndale, Michigan nơi hai anh em kỹ sư âm thanh Mike và Joe Strange cùng Tony Campana đảm nhận thu âm bài hát. Tuy nhiên, Eminem không nhớ rõ buổi thu âm đó diễn ra như thế nào và cho biết đó chỉ là một ngày bình thường để anh lên kế hoạch cho nhiều vần rap xuất phát từ nội tâm. Joe Strange thực hiện công việc hỗ trợ kỹ thuật âm thanh, biểu diễn nhạc cụ bàn phím và lập trình âm thanh cho "Rap God", còn Mike Strange thì cùng Eminem phối trộn âm thanh bài hát. Do "Rap God" có sử dụng giai điệu hai bài hát "The Show" (1985) của nam rapper người Mỹ gốc Barbados Doug E. Fresh và "Supersonic" (1988) của nhóm rap nữ J. J. Fad nên mục sáng tác trong phần ghi công của bài hát có bổ sung thêm những người sáng tác hai bài hát gốc này.

## Nhạc và lời

### Âm nhạc và phần intro
"Rap God" là một bài hát thuộc thể loại hip hop điện tử pha trộn với các yếu tố thể loại nhạc như bounce, trap, electropop chiết trung và disco. DVLP miêu tả khí nhạc "Rap God" không phải là "một sản phẩm nhạc hip hop thông thường. Bài hát tuy mang phong cách pop nhưng nghe vẫn rất dữ dội." Nhà âm nhạc học Martin E. Connor cho biết "Rap God" có nhịp độ hòa tấu trung bình là 148 nhịp một phút, còn nhịp độ rap của Eminem thì đạt mức presto tựa như cadenza. Các đoạn chia ô nhịp trong những verse rap phần lớn có chứa nốt nhạc thứ 16 với kỹ thuật nghiêm ngặt, song chỉ số nhịp điệu của chính các nốt nhạc đó lại rất nhỏ, cho phép Eminem dễ dàng tuyên bố chính mình là rapper thánh thần trong điệp khúc và thậm chí ngay chính tiêu đề bài hát. Mặc dù những nốt nhạc thứ 16 này được lặp lại qua nhiều ô nhịp nhưng lại không tuân theo quy luật biến đổi nhịp điệu thông thường như chuyển đổi hoặc tăng giảm số nhịp.
Nội dung chính của "Rap God" thể hiện việc Eminem tự phong mình ở vị trí hàng đầu trong ngành công nghiệp âm nhạc hip hop bằng cách xây dựng hình tượng bản thân là một vị Thiên Chúa của nhạc rap. Bản rap chứa nhiều khảo chỉ văn hóa đại chúng, với tổng cộng 43 nhân vật được nam rapper đề cập đến. Ted Scheinman từ Slant Magazine cho biết giọng rap của Eminem trong "Rap God" bắt chước phong cách và giọng nói của những rapper có danh tiếng khác, đặc biệt là Kendrick Lamar trong phần đầu. Nick Aveling từ Time Out cảm nghĩ nam rapper luân phiên thay đổi giữa ba phong cách rap: phong cách kinh điển của bản thân, phong cách pha trộn của Houston và phong cách nhanh hơn Fu-Schnickens, tựa như danh sách phát nhạc của một nghệ sĩ. Thomas Hobbs của The Guardian cho rằng flow của Eminem có ảnh hưởng từ các rapper Tech N9ne và Big Pun.
"Rap God" bắt đầu bằng phần intro với âm thanh dương cầm chậm rãi kèm theo hiệu ứng overdub mang phong cách điện ảnh. Eminem phát biểu bằng giọng giả nhân vật Captain America từ một đoạn thu âm giọng đọc truyện tranh Marvel Comics năm 1973, "Look, I was gonna go easy on you, not to hurt your feelings", kèm theo đó là câu thoại "six minutes" (6 phút) của Slick Rick trong "The Show". Câu thoại nền "Slim Shady, you're on" có nguồn gốc từ bài "Remember Me" trong album thứ ba The Marshall Mathers LP của nam rapper. Sau phần intro, "Rap God" mở đầu bằng đoạn hook tuyên bố theo nhịp chậm rãi đều đặn bằng giọng staccato đặc trưng của Eminem: "I'm beginnin' to feel like a Rap God, Rap God / All my people from the front to the back nod, back nod." Trong đó, từ "feel" (cảm thấy) thể hiện sự tự tin và tự hào, còn từ "nod" (gật đầu) thì dùng để nhấn mạnh việc Eminem là một rapper hàng đầu. Eminem tiết lộ đây là những dòng lời đầu tiên anh nghĩ đến và anh cần phải thể hiện chính mình là một thánh rap trong bài hát. Câu tiếp theo, "Now who thinks their arms are long enough to slapbox, slapbox?", là cách chơi chữ từ tựa đề một vở kịch sân khấu Broadway, Your Arms Too Short to Box with God.

### Đoạn rap thứ nhất và thứ hai
Đến verse đầu tiên của "Rap God", Eminem tăng tốc độ flow rap lên và bắt đầu khoe thành tích bản thân kèm theo các khảo chỉ văn hóa đại chúng. Nam rapper đề cập sự việc bê bối tình dục giữa tổng thống Hoa Kỳ thứ 42 Bill Clinton và Monica Lewinsky để làm cột mốc thời gian anh bắt đầu thống trị làng nhạc rap vào cuối thập niên 1990: "Gotta fat knot from that rap profit / Made a living and a killing off it / Ever since Bill Clinton was still in office / With Monica Lewinsky feeling on his nutsack." Eminem tuyên bố mình đã thô lỗ trở lại như lúc xưa bằng dòng "rude and indecent as hell". Sau đó, nam rapper cảnh báo rằng "you don't wanna get in a pissing match with this rappity rap", và trình diễn rappity rap xếp chữ bằng cách gieo vần điệp âm với các phụ âm k, p, l hoặc nguyên âm æ và i trong tiếng Anh. Eminem sử dụng từ "backpack rap" dùng để nhắm những rapper underground đi chỉ trích những rapper chính thống. Anh đề cập đến tiểu phẩm của Big Pun mang tên "Pakinamac" trong album Capital Punishment (1998).
Sau đó, Eminem rap rất nhanh hai line chứa ngôn từ hội chứng sợ đồng tính luyến ái: "I'll still be able to break a motherfuckin' table / Over the back of a couple of faggots and crack it in half." Cuối verse đầu tiên, anh rap về lịch sử của bản thân sau khi ký hợp đồng với Aftermath Entertainment. Ở phân đoạn rap thứ hai, Eminem chơi chữ dựa trên sự nghiệp của nam rapper Busta Rhymes là thành viên của nhóm hip hop Leaders of the New School vào giai đoạn đầu: "'Cause I use it as a vehicle to bust a rhyme / Now I lead a new school full of students." Anh điểm danh và bày tỏ biết ơn những nghệ sĩ đã truyền cảm hứng cho anh như Lakim Shabazz, Dr. Dre, N.W.A., 2Pac, Rakim, Pharoahe Monch và nhóm rap Run-DMC. Câu "to meet Run-DMC and induct them into the motherfuckin' Rock and Roll Hall of Fame" nhắc lại khoảnh khắc Eminem phát biểu tri ân Run-DMC khi họ được vinh danh tại Đại sảnh Danh vọng Rock and Roll.
Eminem bày tỏ tức giận với đối thủ, "You fags think it's all a game", và hỏi một câu chơi chữ dựa trên tên của rapper Waka Flocka Flame cùng lời bài hát "Hard in da Paint" (2009): "Til I walk a flock of flames / Off of planking, tell me what the fuck are you thinking?" Đột ngột, nam rapper chuyển sang rap bằng flow hài hước như trong bản "Lookin Boy" (2008) của nhóm rap Hotstylz, với nhịp double time là một vần được rap ở tốc độ gấp đôi so với ban đầu. Tại đây, anh sử dụng nhiều từ ngữ liên quan miệt thị đồng tính từng gây tranh cãi trong The Marshall Mathers LP như "Little gay-looking boy / So gay I can barely say it with a straight face-looking boy", nhằm công kích giới tính của mục tiêu. Eminem thốt câu cảm thán "oy vey" mượn từ tiếng Do Thái để đả kích đối thủ: "Oy vey, that boy's gay, that's all they say." Perry Simpson từ website HotNewHipHop chọn đây là một trong 50 phân đoạn rap điên dại của Eminem.

### Đoạn rap thứ ba
Trong verse thứ ba, Eminem so sánh lòng gan dạ trong việc thể hiện phóng khoáng ngôn từ của chính mình với cựu tay đua Dale Earnhardt. Anh đề cập đến hình ảnh đến từ DC và Marvel Comics, bắt nguồn từ sở thích đọc truyện tranh của anh, và mượn hai nhân vật có nguồn gốc từ thần thoại Bắc Âu để tuyên bố địa vị của bản thân ở tầm vị thần tối cao Odin, trong khi đối thủ chỉ là con trai của ông, Thor. Eminem nhắc đến phim truyền hình The Walking Dead qua câu: "I'm the walking dead but I’m just a talking head." Từ "ramen noodle" trong câu "I'm out my ramen noodle / We have nothing in common", là từ lóng nhiều nghĩa liên quan đến "mind" (tâm trí), ý chỉ nam rapper có tâm thần bất thường. Eminem giải thích lý do tại sao anh lại dồn hết mọi tâm huyết vào trong bài hát, bảo rằng anh cần phải gieo một vài vần điệu vì "even you unsigned rappers are hungry, looking at me like it's lunchtime." Nam rapper khẳng định "I still rap like I'm on my Pharoahe Monch grind" và sẵn sàng diss những người đặt điều dựa trên chủng tộc của anh.
Eminem nhắc vụ thảm sát Trường Trung học Columbine bằng cách rap lại ba dòng bài "I'm Back" bị kiểm duyệt từ The Marshall Mathers LP với phong cách hiện đại hơn: "I take seven kids from Columbine / Stand 'em all in a line / Add an AK-47, a revolver, a nine." Sau đó, anh thách thức giới phê bình tiếp tục ngăn cản và kiểm duyệt anh: "See if I get away with it now that I ain't as big as I was". Eminem đề cập đến vụ việc Fabolous chế giễu nam rapper Ray J vì biểu diễn dương cầm ở nhà của võ sĩ quyền anh Floyd Mayweather Jr., dẫn đến xô xát tại Las Vegas. Kế đến, anh thể hiện chính mình là "rapper số một thế giới" bằng cách thể hiện đoạn rap với "tốc độ siêu thanh" ở giữa phút thứ 4 của bài hát. Mang phong cách thể hiện của J. J. Fad trong "Supersonic", đoạn rap này kéo dài cỡ 15 giây gồm 97 từ, với trung bình 6,46 từ mỗi giây. Trong đó, Eminem sử dụng chuỗi vần điệu có nhiều hơn hai âm tiết chẳng hạn như "ricocheting" (phản sát thương) và "devastating" (tàn phá). Nam rapper kể về quá trình sáng tác đoạn rap "siêu thanh" rằng trong lúc thu âm, anh để cho đầu tự động chọn từ ngữ phù hợp vốn "luôn mắc kẹt trong đầu" để liên tục gieo vần và nếu anh cố ép thì sẽ khiến cho cả phân đoạn bị vụng về.
Tiếp đó, Eminem thách thức những người dán nhãn âm nhạc của anh là đại trà chỉ vì anh nổi tiếng. Tuy không nêu tên nhưng Eminem tấn công những rapper chỉ trích những sản phẩm âm nhạc hit của anh bằng cách hóa thân một rapper kém vị thế hơn: "I don't know how to make songs like that, I don't know what words to use." Giải thích cho câu "Ugh, school flunky, pill junkie / But look at the accolades these skills brung me", Eminem bảo rằng anh không bao giờ khoác lác quá nhiều về bản thân, sẵn sàng thừa nhận mình là một người thất bại trong xã hội và là một kẻ chỉ biết rap. Anh nhắc đến nhóm Heavy D & the Boyz cùng bài hát "Chunky But Funky" (1987) và sau đó khơi gợi cuộc đời khốn khổ của chính mình liên quan đến phụ nữ, "They're askin' me to eliminate some of the women hate / But if you take into consideration the bitter hatred I have, then you may be a little patient / And more sympathetic to the situation, and understand the discrimination." Eminem cầu xin người khác hãy thông cảm cho hoàn cảnh bằng cách chơi chữ liên quan đến bạo lực đối với phụ nữ, "But if I can't batter the women / How the fuck am I supposed to bake 'em a cake then?" Kết lại bài rap, nam rapper sâu sắc hỏi, "Why be a king when you can be a God?" Verse thứ ba của "Rap God" là verse dài nhất bài hát, kéo dài tận 3 phút 20 giây. Cùng với nhiều khảo chỉ văn hóa âm nhạc được lồng ghép khéo léo, Adam Fleischer từ Complex xếp verse thứ ba của "Rap God" vào trong danh sách 13 verse rap xuất sắc nhất năm 2013.

## Đánh giá chuyên môn
"Rap God" nhận về những đánh giá nhìn chung là tích cực từ giới chuyên môn. Họ đặc biệt khen ngợi bài hát nhờ vào kỹ thuật gieo vần điêu luyện, tốc độ rap nhanh như chớp của Eminem cùng một số câu rap đặc biệt ấn tượng và khó phát âm nhất từ trước đến nay. Nhiều cây viết bày tỏ ấn tượng và diễn tả đoạn rap "tốc độ siêu thanh" trong "Rap God" bằng nhiều từ khóa khác nhau. "Rap God" còn thể hiện sự chuyên nghiệp của Eminem trong việc pha trộn giữa phong cách old school (trường phái cũ) và phong cách trưởng thành. Mặt khác, một loạt các bài đánh giá chỉ trích những khảo chỉ văn hóa lỗi thời, giai điệu phối khí yếu kém, cùng một số câu rap tuy gây tranh cãi như kỳ thị người đồng tính nhưng lại nhàm chán và trẻ con nếu xét đến độ tuổi ngoài 40 của Eminem.

### Tại thời điểm ra mắt
Rob Markman của MTV khẳng định qua "Rap God", Eminem đã trưởng thành so với thời còn là một rapper chiến đấu. Tuy vậy, thói quen cũ chỉ thích gieo vần của anh là rất khó bỏ. Markman cảm thấy "Rap God" khác biệt đáng kể so với hai đĩa đơn liền trước "Berzerk" và "Survival", vì Eminem chỉ tập trung viết những câu rap một cách chuyên nghiệp nhất. Per Liljas từ Time ví "Rap God" không chỉ là "chuẩn mực" mà còn là một bản thu âm bất tử của thế giới. Jim Farber từ New York Daily News so sánh "Rap God" với The Marshall Mathers LP và nhận xét rằng bài hát đã "làm sống lại chất hài hước cực kỳ bệnh hoạn của thời đại đó." Theo ý kiến của Nick Hill từ website Contactmusic.com, Eminem chứng tỏ qua "Rap God" rằng sau ngần ấy năm với những bản thu âm đạt thành tích cao, anh vẫn chưa quên phong cách những năm cuối thập niên 1990.
Claire Lobenfeld của Stereogum tuy chỉ trích những đề cập trong bài hát là lỗi thời và việc sử dụng bài hát của Hotstylz là tệ hại nhưng tất cả vẫn bỏ qua được vì tài rap và phổ lời của Eminem. Josh Kurp của Uproxx chê bai "Rap God" và so sánh Eminem trở nên lạc hậu như "các bà mẹ". Tuy nhà phê bình ca ngợi kỹ thuật của nam rapper trong bài hát là rất xuất sắc, nhanh nhẹn và điêu luyện như mọi khi, nhưng lời bài hát và bản phối khí thì không được như vậy. Consequence of Sound cảm thấy ấn tượng nhất là phần flow của Eminem. Tuy nhiên, ấn phẩm này chỉ trích đề tài khảo chỉ văn hóa lỗi thời, kỹ thuật sử dụng biệt danh của các rapper khác để gieo vần là cũ rích và phần khí nhạc là tầm thường dẫn đến thiếu sức hấp dẫn thương mại.

### Trong albumThe Marshall Mathers LP 2
Trong nhiều bài đánh giá chuyên môn album The Marshall Mathers LP 2, các cây viết bình chọn "Rap God" là track tiêu biểu trong album The Marshall Mathers LP 2 và số ít cho rằng bài hát này xứng đáng được đạt thứ hạng cao trong danh sách xếp hạng bài hát xuất sắc nhất của Eminem. Chấp bút cho The Guardian, Paul MacInnes ví "Rap God" là một kỳ tích khó tin về tài gieo vần double time. Theo ý kiến của Andy Baber từ MusicOMH, Eminem cho thấy bản thân thể hiện tốt nhất trong album khi anh tránh xa những công thức thống trị bảng xếp hạng. Russ Coffey của The Arts Desk ví việc dùng từ ngữ thô tục trong "Rap God" là "một sức mạnh thanh lọc hiếm có" trong âm nhạc của Eminem. Julia LeConte từ báo Now cho biết trong "Rap God", Eminem khẳng định di sản của mình bằng cách gieo vần double time dồn dập dữ dội.
Greg Kot từ Chicago Tribune cảm thấy tuy âm nhạc "Rap God" nhàm chán nhưng anh vẫn ấn tượng trước việc Eminem thể hiện fast flow vẫn tròn chữ như "súng máy". Viết đánh giá cho RapReviews.com, Jesal 'Jay Soul' Padania nhận xét mặc dù không có âm nhạc hay nhất nhưng "Rap God" vẫn là một bài hát để Eminem phóng thoáng trong ca từ và tự do thể hiện là một vị Thiên Chúa. Kat Waplington từ Drowned in Sound cảm nhận Eminem "che giấu những ám chỉ đến 'Kill You' và 'My Dad's Gone Crazy'" trong bài hát. Colin McGuire của PopMatters tán dương cả âm nhạc và tốc độ rap nhanh như vận động viên điền kinh Usain Bolt trong "Rap God" là "đủ sức khiến những người hoài nghi phải im lặng." Louis Pattison của NME nhận định Eminem hiếm khi thể hiện được sức sống như trong "Rap God" và ca ngợi phong cách gieo vần của nam rapper là "bán tự động".
Kris De Souza của The 405 cho rằng chất liệu "Rap God" nghe giống như album Yeezus của nam rapper Kanye West hơn The Marshall Mathers LP. Chỉ với màn rap "siêu thanh", Andrew Lambert từ Entertainment.ie bảo rằng Eminem xứng đáng với danh hiệu mà anh tự phong. Steve Lampiris của The Line of Best Fit tán dương "Rap God" vượt qua bài hát chủ đạo của phim bán tự truyện 8 Mile (2002) để trở thành ca khúc hay nhất của Eminem về khả năng rap thuần túy. Nhà phê bình còn khen bản beat "Rap God" phù hợp với delivery mạnh mẽ của Eminem trên giai điệu synth "vừa xập xình như say rượu, vừa rít lên như còi hơi." Ted Scheinman từ Slant Magazine cảm nhận "Rap God" là một bản rap chế giễu bài hát "I Am a God" (2013) của West.
"Rap God" từng bị một số nhà phê bình chỉ trích trong bài đánh giá The Marshall Mathers LP 2 chẳng hạn như Craig Jenkins từ Pitchfork cho rằng màn trình diễn kỹ thuật của Eminem trong bài hát đã bị cản trở bởi lời lẽ kỳ thị đồng tính trắng trợn. Jon Caramanica của The New York Times chỉ trích việc Eminem quan tâm việc thể hiện dồn dập những vần rap trong "Rap God" hơn tất cả yếu tố khác như các nhà bác học. Ryan Dennehy từ AbsolutePunk chê bai đoạn hook ngắn lố bịch của "Rap God" đáng lẽ phải bị loại khỏi hoàn toàn vì bài hát chỉ phụ thuộc vào kỹ năng gieo vần của Eminem. Bram E. Gieben từ The Skinny chỉ trích nặng nề "Rap God" như "muốn đâm vào tai bằng một cây bút chì đã gọt" với lời bài hát nhảm nhí lười biếng, giống như thể Eminem mãi mãi sẽ viết lời rap "ngang bằng với những lời lăng mạ trẻ con ngu ngốc trên sân chơi."

### Đánh giá sau này và xếp hạng
Complex xếp "Rap God" ở vị trí thứ 14 trong danh sách 50 bài hát xuất sắc nhất năm 2013 của họ. Rolling Stone đặt bản rap ở hạng 15 trong danh sách 100 bài hát xuất sắc nhất năm 2013 và nhận xét "Eminem đã đưa ra một lập luận dài sáu phút về thiên tài hip hop bất tử của mình và khá thuyết phục." Aaron McKrell của HipHopDX xếp "Rap God" ở vị trí á quân trong top 10 bài hát xuất sắc nhất thập niên 2010 của Eminem. Sau này, "Rap God" xuất hiện trong danh sách xếp hạng bài hát xuất sắc nhất của Eminem từ những ấn phẩm như The Detroit News (thứ 9), American Songwriter (thứ 9), uDiscover Music (thứ 10), Time Out (thứ 11), ONE37pm (thứ 13), XXL (thứ 16), Spin (thứ 16), Yardbarker (thứ 18), Rolling Stone (thứ 25), The Guardian (thứ 30) và Complex (thứ 57).
Năm 2018, Martin E. Connor viết rằng trong "Rap God", Eminem đã đẩy ranh giới của dòng nhạc rap xa hơn về mặt kỹ thuật phức tạp từ việc kết hợp cả quá trình gieo vần lẫn phong cách thể hiện. Nhà âm nhạc học cho biết, chỉ những người có khả năng kiểm soát hơi thở, sức bền và cách phát âm tốt mới có thể tái hiện những đoạn rap cực nhanh ở cuối "Rap God". Do đó, Connor khẳng định Eminem vừa là một bậc thầy về kỹ thuật vừa là "đại sứ tiên phong" của thể loại hip hop. Biên soạn sách Rhymes in the Flow vào năm 2020, các tác giả Macklin Smith và Aurko Joshi đúc kết rằng không còn ai khác ngoài Eminem có thể gói gọn "hơn 6.000 âm tiết với vần điệu da dạng và các flow gieo vần khác nhau" trong một bài hát duy nhất như "Rap God". Năm 2022, hai học giả Kirill Gudin và Valentina Brykina từ một trường đại học tại Volgograd nước Nga phát biểu rằng "Rap God" của Eminem là ví dụ điển hình cho thấy "hip hop không bao giờ quên nguồn gốc của nó. Sau nhiều năm, nghệ thuật ấy vẫn thô ráp, hung dữ, tươi mới và sôi sục như vậy."

## Phát hành và diễn biến thương mại
Các hãng đĩa phụ trách phát hành "Rap God" gồm WEB Entertainment, Shady, Aftermath và Interscope Records. Trước khi phát hành bài hát, đội ngũ của Eminem lên kế hoạch đăng tải năm bài đăng trên trang mạng xã hội của anh để nhá hàng. Ngày 14 tháng 10 năm 2013, Eminem đăng tải phiên bản đầy đủ của "Rap God" trên YouTube và phát hành ca khúc lên iTunes Store tại Belarus. Đúng nửa đêm ngày hôm sau theo giờ miền Đông, Aftermath phát hành "Rap God" trên iTunes Store tại Hoa Kỳ ở cả hai phiên bản đĩa đơn Explicit và Clean. Bài hát nhanh chóng đứng đầu bảng xếp hạng tải nhạc iTunes tại Anh Quốc và Hoa Kỳ chỉ sau một ngày phát hành. Năm 2022, Eminem tái phát hành "Rap God" trong album tuyển tập Curtain Call 2 của anh, trong đó có thêm một phiên bản bài hát do Mr. Cii remix. Phiên bản Instrumental của bài hát được phát hành trong album tái bản kỷ niệm 10 năm The Marshall Mathers LP 2.
Trong tuần lễ đầu tiên tại Hoa Kỳ, "Rap God" bán được 270.000 lượt tải nhạc số. Bài hát xuất hiện trên bảng xếp hạng Billboard Hot 100 ở vị trí số 7 và dẫn đầu bảng xếp hạng thành phần Digital Songs ngay trong tuần thứ nhất xếp hạng. Do đó, "Rap God" trở thành ca khúc đầu tiên của Eminem đạt vị trí số 1 trên Digital Songs với tư cách là nghệ sĩ hát chính kể từ "Love the Way You Lie" vào năm 2010. "Rap God" còn ra mắt ở hạng 2 trên bảng xếp hạng Hot R&B/Hip-Hop Songs. Hai tuần sau, với "The Monster", "Berzerk", "Survival" và "Rap God" cùng lúc nằm trong top 20, Eminem trở thành nghệ sĩ hát chính đầu tiên lọt ít nhất bốn bài hát vào top 20 kể từ The Beatles vào năm 1964 (nghệ sĩ thứ sáu nếu xét trên tổng thể). Năm 2022, Hiệp hội Công nghiệp Ghi âm Hoa Kỳ chứng nhận cho "Rap God" đĩa 7× Bạch kim tương đương với 7.000.000 bản thuần được tiêu thụ tại Hoa Kỳ.
Tại Canada, "Rap God" mở màn ở hạng 5 trên bảng xếp hạng Canadian Hot 100 và được Music Canada chứng nhận đĩa Bạch kim vào đầu năm 2014. Tương tự ở Anh Quốc và Scotland, "Rap God" ra mắt ở hạng 5 trên hai bảng xếp hạng UK Singles Chart lẫn Scottish Singles Chart, và hạng 1 trên UK R&B Chart. Năm 2023, Hiệp hội Công nghiệp Ghi âm Anh chứng nhận cho bài hát đĩa Bạch kim kép. Ở Úc, "Rap God" xuất hiện trên bảng xếp hạng đĩa đơn ARIA ở vị trí thứ 40 và nhảy lên cao nhất ở hạng 15 vào tuần kế tiếp. Năm 2024, bài hát được Hiệp hội Công nghiệp ghi âm Úc chứng nhận đĩa 6× Bạch kim. Tại New Zealand, "Rap God" mở màn ở vị trí thứ 14 và nhảy lên cao nhất ở hạng 4 trong tuần trụ hạng tiếp theo. Recorded Music NZ chứng nhận cho bài hát đĩa 3× Bạch kim vào năm 2023.

## Tranh cãi
Vừa mới phát hành, "Rap God" đã làm dấy lên tranh cãi từ cộng đồng LGBTQ+ vì những từ ngữ xúc phạm đến người đồng tính nam. Trong khi đó vào năm 2010, Eminem tự nhận không đích thân dung túng cho chứng sợ đồng tính và trả lời với The New York Times rằng anh ủng hộ hôn nhân đồng giới. Richard Lane, giám đốc truyền thông tại Stonewall Inn, cho biết: "So với những nghệ sĩ hiện đại đầy cảm hứng như Frank Ocean và Macklemore, những người đã lên tiếng ủng hộ việc giải quyết vấn đề kỳ thị người đồng tính, Eminem dường như bị mắc kẹt trong thế kỷ trước với những lời bài hát lỗi thời và vô cùng xúc phạm này." Viết trên tạp chí The Week, Scott Meslow phàn nàn trước việc các website âm nhạc chỉ tập trung tán dương chất liệu âm nhạc "Rap God" và làm ngơ trước ca từ ghê sợ đồng tính trong bản rap.
Là nghệ sĩ công khai là một queer nhưng Sia vẫn bảo vệ Eminem trên The Huffington Post rằng nam rapper không phải là người kỳ thị đồng tính. Trả lời với Rolling Stone về vấn đề trên, Eminem giải thích rằng các từ như "faggot" không ám chỉ khuynh hướng tình dục mà là lời lăng mạ hoặc thể hiện sự thất vọng. Anh cho rằng đây là một phần của văn hóa rap chiến, đính chính mình không có vấn đề với khuynh hướng tình dục lẫn cộng đồng LGBTQ+. Eminem thừa nhận cảm thấy khó khăn trong việc tự do thể hiện cá tính bằng lời rap mà không gây tác động đến người khác. Anh còn khẳng định nhiều người vẫn chưa chịu hiểu rằng nhân vật Slim Shady được lập ra chỉ có một mục đích duy nhất là thể hiện cá tính trong âm nhạc hoặc mang lại giải trí dù ngôn từ có vượt ngoài khuôn phép.
Tuy nhiên, Kathryn Nave từ Mic chỉ trích lập luận của Eminem là không còn thuyết phục được khi anh đã có thâm niên trong công nghiệp âm nhạc và nhận thức được ngôn từ mình dùng có thể gây ra chuyện gì. Hai nhà báo Daniel D'Addario từ Salon.com và Christopher Muther từ The Boston Globe cho rằng lời bài hát khó nghe như trong "Rap God" đã trở thành chuyện bình thường, hoàn toàn lỗi thời và không còn mới lạ đối với Eminem nữa. D'Addario bảo rằng "đây là kiểu hồi tưởng tệ nhất", còn Muther thì phát biểu bài hát "Same Love" (2012) của bộ đôi Macklemore & Ryan Lewis "hợp thời" và "cần thiết" hơn. D'Addario bảo rằng nếu Eminem thực sự là một "Rap God" như tên bài hát thì anh cần phải tạo ra thứ âm nhạc trường tồn hơn là thử nghiệm phản ứng khán giả bởi sau này, nhiều người sẽ coi đó là âm nhạc không nghiêm túc và lỗi thời.
Sau khi hay tin "Rap God" có chứa flow tương đồng với "Lookin' Boy" nhưng không được ghi công, Hotstylz phát hành bản rap diss "Rap Fraud" vào ngày 7 tháng 11 năm 2013 để chỉ trích và trong đó nhại lại flow thương hiệu của Eminem. Đầu tháng 1 năm 2015, Raymond Jones của Hotstylz nộp đơn kiện lên tòa án buộc Eminem, Goliath Artists và các hãng đĩa Aftermath (thuộc Universal Music Group), Shady và Interscope bồi thường 8 triệu đô la Mỹ vì trong "Rap God" có sử dụng 25 giây "Lookin' Boy". Eminem phản bác lời cáo buộc rằng anh chưa bao giờ biết đến Jones cũng như bài hát đó của anh. Vụ kiện được bác bỏ vào tháng 2 năm 2016 sau khi hai bên đạt thỏa thuận với nhau.

## Video âm nhạc

### Bối cảnh
Video âm nhạc (MV) "Rap God" được sản xuất bởi Justin Diener và Kathy Angstadt. Richard "Rich" Lee phụ trách đạo diễn cho MV, người trước đó từng thực hiện MV "Not Afraid" và "Lighters" cho Eminem. Theo ký sự từ tờ Detroit Free Press, quá trình ghi hình MV "Rap God" được thực hiện kéo dài nhiều giờ trong hai ngày đầu tháng 11 năm 2013 bên trong khu phức hợp Russell Industrial Center phía Bắc Detroit. Trong hậu trường với ánh sáng tối thiểu và không khí đầy khói, MV được thực hiện bằng một máy quay cố định với đoàn làm việc gồm khoảng vài chục người. Eminem là diễn viên chính và cũng là người chọn lọc những đoạn ghi hình mà anh yêu thích nhất để chính thức đưa vào MV. Nam rapper chia sẻ rằng, "Tôi luôn tưởng tượng đến việc quay video, hình dung bức tranh về mọi thứ có thể nên trông như thế nào trong đó. Tôi luôn nghĩ về các video âm nhạc và những ý tưởng đi kèm. Tôi làm điều đó cho hầu hết các bài hát của mình." Lee nói về quá trình làm việc cùng Eminem: "Anh ấy cực kỳ thực tế nhưng theo cách hợp tác. Anh ấy thích lắng nghe những suy nghĩ, gợi ý và thể hiện những ý tưởng phát triển trên phim trường."

### Phát hành và nội dung
Ngày 21 tháng 11 năm 2013, Eminem đăng tải teaser cho MV "Rap God" lên YouTube cùng ngày phát hành chính thức. Teaser dài chưa đến nửa phút, chỉ chứa các cảnh quay nam rapper mặc bộ vest tối màu và cà vạt đen mỏng, đang đứng trước tông nền neon đường khối lập phương giống người dẫn chương trình tọa đàm hư cấu Max Headroom trong bộ phim năm 1985. Sau đó video tắt lại và chuyển sang cận cảnh những dòng lời bài hát đang thu nhỏ dần và tất cả ghép lại thành chữ "Rap God" cỡ lớn. Ngày 27 tháng 11 năm 2013, MV "Rap God" chính thức được phát hành. Tháng 2 năm 2020, MV cán mốc 1 tỷ lượt xem trên YouTube, trở thành video âm nhạc thứ ba của Eminem làm được điều này sau "Not Afraid" và "Love the Way You Lie".

Hình ảnh Eminem hóa thân thành Max Headroom với phông nền nhiều màu sắc. Cảnh này chứa hiệu ứng giật và trục trặc, thay đổi liên tục giữa các cảnh anh không đeo hoặc có đeo kính như nhân vật Neo trong phim Ma trận.

Lồng ghép xuyên suốt đoạn clip "Rap God" là cảnh Eminem hóa thân thành Max Headroom, với những hiệu ứng giật và trục trặc trên phông nền màu sắc sặc sỡ, có lúc nam rapper có đeo kính giống như nhân vật Neo từ Ma trận (1999) lúc thì không. Anh đan xen các cảnh này với hình ảnh của mình ngồi nhắm mắt, tải dữ liệu như một máy tính từ những sợi cáp nối ra từ người, trong lúc máy quay di chuyển quanh phòng. Trong một cảnh khác, Eminem trở thành một nhân vật giống như trong loạt trò chơi điện tử Super Mario và trong một cảnh tiếp theo anh hoàn toàn được số hóa. Ngoài ra còn có những cảnh Eminem tham gia rap chiến, mặc áo hoodie màu xám và đeo ba lô giống như nhân vật B-Rabbit do chính anh đóng trong 8 Mile. Như lời bài hát, nam rapper lồng ghép những chi tiết trong clip khảo chỉ văn hóa chẳng hạn như khi anh nhắc đến Clinton và Lewinsky, một màn hình chiếu cảnh của họ. Nếu Eminem nói "Bust a rhyme", một TV trong video chiếu cảnh rapper Busta Rhymes. Khi anh nêu tên Lakim Shabazz, 2Pac và N.W.A., một màn hình khác hiển thị những khuôn mặt của họ. Đặc biệt, khi anh nhắc đến tên bài hát "Supersonic" của J.J. Fad, một màn hình hiện lên hồ sơ của nhóm rap này. Trong những đoạn ngắn, MV chiếu những bức vẽ của họa sĩ người Pháp Gustave Doré và những dòng chữ bài thơ Thiên đường đã mất (1667) của John Milton. Đến đoạn rap "siêu thanh", Eminem tỉnh dậy từ phòng thí nghiệm, nhận được siêu năng lực và sức mạnh công nghệ số và hoàn toàn có thể đi bộ trên mặt nước.

### Đón nhận và phân tích
Nhiều cây viết dành những nhận xét tích cực cho MV "Rap God". Kory Grow từ Rolling Stone cảm nhận nội dung chính của MV dường như bắt nguồn từ dòng "they say I rap like a robot, so call me rapbot" trong chính bài hát. Anh khen ngợi những khảo chỉ văn hóa hip hop trong quá khứ là rất phù hợp giống như MV "Berzerk" trước đó và bảo rằng những ca từ kỳ thị người đồng tính hoàn toàn không được thể hiện trong MV "Rap God". Chris Coplan của Consequence of Sound cho biết cảnh điều khiển và giám sát trong MV được khảo chỉ từ tiểu thuyết phản địa đàng 1984 của George Orwell. Andrew Webster từ The Verge ví phân cảnh nhảy qua các cánh cổng như thể Eminem đang "chơi loạt trò chơi điện tử của Valve phiên bản đời thực." Tuy nội dung đem lại cảm giác hoài niệm và không có ẩn ý gì sâu xa nhưng Forrest Wickman từ Slate chỉ trích MV cũng giống như bài hát là rất lan man, "nhiều khi vô nghĩa và ít nhất là có chút vội vã." Ngược lại, nhà báo Leo Davis của Atlanta Black Star bảo rằng Eminem "mở chìa khóa bất tử trong video mang phong cách tương lai cho đĩa đơn của anh ấy." Trong một bài luận từ The Pop Palimpsest, hai tác giả Lori Burns và ‎Alyssa Woods bảo rằng những hình ảnh siêu năng lực trong MV "Rap God" có liên quan đến trình độ rap điêu luyện và vị thế của Eminem trong âm nhạc hip hop, chẳng hạn như cảnh trong phòng thí nghiệm cho thấy thực tế anh có khả năng thu thập và lưu trữ kiến thức liên quan đến lịch sử và biểu tượng nước Mỹ.

## Biểu diễn trực tiếp và sử dụng
Ngày 3 tháng 11 năm 2013, Eminem khép lại đêm diễn giải thưởng Âm nhạc YouTube năm 2013, nơi anh nhận giải Nghệ sĩ của năm, bằng màn trình diễn "Rap God" lần đầu tiên. Sang tuần sau, anh có mặt tại giải Âm nhạc châu Âu của MTV để trình diễn "Survival", "Rap God" và lên nhận giải Biểu tượng toàn cầu và Nghệ sĩ hip hop xuất sắc nhất. Từ năm 2014 trở đi, "Rap God" hầu như được Eminem đưa vào danh sách tiết mục tại nhiều lễ hội âm nhạc khác nhau. Bài hát xuất hiện trong các chuyến lưu diễn trong năm 2014 của Eminem như Rapture Tour và The Monster Tour (cùng nữ ca sĩ người Barbados Rihanna). Tháng 4 năm 2015, YouTuber kiêm nhạc sĩ Ten Second Songs cover "Rap God" theo 40 phong cách khác nhau. Tháng 11 năm 2022, ca sĩ nhí Nandi Bushell hát lại "Rap God" nhằm vinh danh Eminem trở thành gương mặt mới trong Đại sảnh Danh vọng Rock and Roll.

## Kỷ lục và giải thưởng
Với 1.560 từ trong "Rap God", Sách Kỷ lục Guinness công nhận Eminem là người sở hữu "đĩa đơn hit có nhiều từ nhất". Trong bài hát, anh rap trung bình 4,28 từ một giây. Không tính đoạn intro, Eminem rap 1.460 từ trong vòng 5 phút 38 giây với trung bình 4,31 từ mỗi giây. "Rap God" được đề cử giải Grammy cho Trình diễn rap xuất sắc nhất tại lễ trao giải thường niên lần thứ 57. Tại giải Video âm nhạc của MTV năm 2014, MV "Rap God" thắng hạng mục Biên tập xuất sắc nhất và được đề cử hai hạng mục Chỉ đạo nghệ thuật xuất sắc nhất và Kỹ xảo xuất sắc nhất.
| Năm                          | Lễ trao giải                                          | Hạng mục                     | Kết quả   | Nguồn   |
| ---------------------------- | ----------------------------------------------------- | ---------------------------- | --------- | ------- |
| 2014                         |                                                       |                              |           |         |
| Giải thưởng Âm nhạc Detroit  | Đĩa đơn quốc gia xuất sắc                             | Đề cử                        | [ 142 ]   |         |
| Giải thưởng Âm nhạc Detroit  | Video xuất sắc / Ngân sách lớn (trên 10.000 đô la Mỹ) | Đề cử                        | [ 142 ]   |         |
| Giải thưởng Âm nhạc Thế giới | Bài hát xuất sắc của thế giới                         | Đề cử                        | [ 143 ]   |         |
| Giải Video âm nhạc của MTV   | Chỉ đạo nghệ thuật xuất sắc nhất                      | Đề cử                        | [ 141 ]   |         |
| Giải Video âm nhạc của MTV   | Biên tập xuất sắc nhất                                | Đoạt giải                    | [ 141 ]   |         |
| Giải Video âm nhạc của MTV   | Kỹ xảo xuất sắc nhất                                  | Đề cử                        | [ 141 ]   |         |
| 2015                         | Giải Grammy lần thứ 57                                | Trình diễn rap xuất sắc nhất | Đề cử     | [ 140 ] |
| 2015                         | Sách Kỷ lục Guinness                                  | Đĩa đơn hit có nhiều từ nhất | Đoạt giải | [ 22 ]  |

## Đội ngũ sản xuất
Thông tin phần ghi công được lấy từ phần ghi chú của The Marshall Mathers LP 2.
Địa điểm
- Thu âm và trộn âm: Effigy Studios tại Ferndale, Michigan.

Đội ngũ
- Giọng hát chính – Eminem
- Sáng tác – Marshall Mathers, Bigram "DVLP" Zayas, Matthew "Filthy" Delgiorno, Stephen Hacker
  - Có chứa "The Show" sáng tác bởi Douglas Davis và Lloyd Walters.
  - Có chứa "Supersonic" sáng tác bởi Dania Birks, Juana Burns, Juanita Lee, Fatima Shaheed và Kim Nazel.
- Sản xuất – DVLP, Filthy
- Thu âm – Mike Strange, Joe Strange, Tony Campana
- Hỗ trợ kỹ thuật – Joe Strange
- Trộn âm – Eminem, Mike Strange
- Nhạc cụ – DVLP
- Nhạc cụ bàn phím và lập trình bổ sung – Joe Strange

## Bảng xếp hạng
| Bảng xếp hạng (2013)                     | Vị trí cao nhất |
| ---------------------------------------- | --------------- |
| Úc (ARIA)                                | 15              |
| Áo (Ö3 Austria Top 40)                   | 45              |
| Bỉ (Ultratip Flanders)                   | 65              |
| Bỉ Urban (Ultratop Flanders)             | 14              |
| Canada (Canadian Hot 100)                | 5               |
| Đan Mạch (Tracklisten)                   | 30              |
| Châu Âu Digital Song Sales (Billboard)   | 6               |
| Pháp (SNEP)                              | 23              |
| Đức (GfK)                                | 33              |
| Ireland (IRMA)                           | 16              |
| Ý (FIMI)                                 | 39              |
| Hà Lan (Single Top 100)                  | 53              |
| New Zealand (Recorded Music NZ)          | 4               |
| Scotland (OCC)                           | 5               |
| Thụy Điển (Sverigetopplistan)            | 46              |
| Thụy Sĩ (Schweizer Hitparade)            | 31              |
| Anh Quốc (OCC)                           | 5               |
| Anh Quốc R&B (OCC)                       | 1               |
| Hoa Kỳ Billboard Hot 100                 | 7               |
| Hoa Kỳ Hot R&B/Hip-Hop Songs (Billboard) | 2               |

| Bảng xếp hạng (2013)                     | Vị trí |
| ---------------------------------------- | ------ |
| Hoa Kỳ Hot R&B/Hip-Hop Songs (Billboard) | 65     |

| Bảng xếp hạng (2014)                     | Vị trí |
| ---------------------------------------- | ------ |
| Hoa Kỳ Hot R&B/Hip-Hop Songs (Billboard) | 34     |

## Chứng nhận
| Quốc gia                                                                                             | Chứng nhận  | Số đơn vị/doanh số chứng nhận |
| --- | ----------- | ----------------------------- |
| Úc (ARIA)                                                                                            | 6× Bạch kim | 420.000‡                      |
| Brasil (Pro-Música Brasil)                                                                           | Kim cương   | 250.000‡                      |
| Canada (Music Canada)                                                                                | Bạch kim    | 80.000*                       |
| Đan Mạch (IFPI Đan Mạch)                                                                             | Bạch kim    | 90.000‡                       |
| Đức (BVMI)                                                                                           | Vàng        | 250.000‡                      |
| Ý (FIMI)                                                                                             | Bạch kim    | 50.000‡                       |
| New Zealand (RMNZ)                                                                                   | 3× Bạch kim | 90.000‡                       |
| Thụy Điển (GLF)                                                                                      | Vàng        | 10.000‡                       |
| Anh Quốc (BPI)                                                                                       | 2× Bạch kim | 1.200.000‡                    |
| Hoa Kỳ (RIAA)                                                                                        | 7× Bạch kim | 7.000.000‡                    |
| * Chứng nhận dựa theo doanh số tiêu thụ. ‡ Chứng nhận dựa theo doanh số tiêu thụ và phát trực tuyến. |             |                               |

### Cụm nguồn
1. ↑  Nguồn từ Adam Graham của The Detroit News,[13] Barbara Chai của The Wall Street Journal,[48] Josh Kurp của Uproxx,[58] Michael Madden và một tác giả của Consequence of Sound,[14][15] Nick Hill của Contactmusic.com,[51] Paul MacInnes của The Guardian,[59] Sarah Rodman của The Boston Globe,[60] Andy Baber của MusicOMH,[61] Colin McGuire của PopMatters,[62] Steve Lampiris của The Line of Best Fit[63] và Mike Diver của Clash.[64]
2. ↑  Các ấn phẩm miêu tả đoạn rap ở giữa phút thứ 4 của "Rap God" như "xoắn lưỡi nhất",[13] "bị mê hoặc", "vừa có thể hiểu được lời bài hát vừa không thể",[48] "dữ dội và tấn công tàn nhẫn",[51] "chóng mặt",[60][64] "màn trình diễn kỹ năng chói sáng",[61] "chuyến tàu lượn siêu tốc",[62] "gây choáng", "nhanh nhất và phức tạp nhất về mặt kỹ thuật",[65] "khiến người ta phải quay cuồng",[14] "đầy ma thuật", "tốc độ của Busta Rhymes",[63] "như đang quay ngược thời gian"[64] và "cất cánh vào quỹ đạo".[66]
3. ↑  Nguồn từ Rob Markman của MTV,[32][26] Jim Farber của New York Daily News,[50] Nick Hill của Contactmusic.com[51] và Kris De Souza của The 405.[66]
4. ↑  Nguồn từ Claire Lobenfeld của Stereogum,[67] Josh Kurp của Uproxx,[58] một tác giả của Consequence of Sound,[15] Nathan S. của DJ Booth,[68] Jon Caramanica của The New York Times,[69] Ryan Dennehy của AbsolutePunk[70] và Bram E. Gieben của The Skinny.[71]
5. ↑  Nguồn từ Greg Kot của Chicago Tribune,[72] Kathryn Nave của Mic,[73] Daniel D'Addario của Salon.com,[74] Craig Jenkins của Pitchfork[75] và Bram E. Gieben của The Skinny.[71]
6. ↑  Nguồn từ Michael Madden của Consequence of Sound,[14] Andy Baber của MusicOMH,[61] Steve Lampiris của The Line of Best Fit,[63] Ted Scheinman của Slant Magazine,[23] Kris De Souza của The 405[66] và Andrew Lambert của Entertainment.ie.[76]
7. ↑  Nguồn từ Steve Lampiris của The Line of Best Fit[63] và Kris De Souza của The 405.[66]

### Tạm dịch
1. ↑  Tạm dịch: "Nhìn này, tao đã định nhẹ tay để không làm tổn thương cảm xúc của bọn mày."
2. ↑  Tạm dịch: "Slim Shady, đến lượt mày rồi."
3. ↑  Tạm dịch: "Tao bắt đầu cảm thấy mình là một thượng đế nhạc rap / Tất cả những ai yêu mến tao cũng đều gật đầu."
4. ↑  Tạm dịch: "Giờ ai nghĩ trình mình đủ lớn để thi đấu với tao nào?"
5. ↑  Tạm dịch: "Tiền tao kiếm được chất thành núi từ nghề rap / Vừa trở nên giàu sang vừa tận hưởng cảm giác làm sạt nghiệp mớ thằng / Kể từ cái thời mà Bill Clinton vẫn còn làm chủ Tòa Bạch Ốc / Và Monica Lewinsky mân mê hòn dái của ông ta."
6. ↑  Tạm dịch: "lỗ mãng và tục tĩu khủng khiếp hơn"
7. ↑  Tạm dịch: "Bọn mày thực sự không muốn vướng vào trận beef bằng lối rappity rap này đâu."
8. ↑  Tạm dịch: "Tao đủ sức đập bể một cái bàn / Bằng cách đặt lên lưng của một cặp bê đê và chặt phân nửa đấy."
9. ↑  Tạm dịch: "Bởi tao sử dụng để đan vần / Và bây giờ tao là tấm gương cho đầy rapper thế hệ sau noi theo."
10. ↑  Tạm dịch: "Gặp mặt Run-DMC và đưa họ đến Đại sảnh Danh vọng Rock and Roll chết tiệt đó."
11. ↑  Tạm dịch: "Mấy thằng yếu đuối vẫn nghĩ đó chỉ là một trò chơi."
12. ↑  Tạm dịch: "Cho đến khi chứng kiến tao khổ sở thế nào / Nói cho tao nghe xem, bọn mày đang nghĩ cái đéo gì vậy hả?"
13. ↑  Tạm dịch: "Mấy thằng nhỏ gay lọ này / Ẻo lả tới mức nhìn mặt mày tao còn chẳng dám xem mày là trai thẳng."
14. ↑  Tạm dịch: "Ôi khốn thật, thằng lồn đó gay, đó là những gì người ta nói về mày."
15. ↑  Tạm dịch: "Dù có chết thì tao vẫn sẽ là xác sống với cái đầu còn lắm mồm."
16. ↑  Tạm dịch: "Tao thì điên điên khùng khùng / Mày không có gì gọi là giống với tao cả."
17. ↑  Tạm dịch: "Phòng hờ lũ tụi mày trượt hợp đồng nghệ sĩ rapper và trở nên đói bụng, ghen tức nhìn tao như thể là một bữa trưa."
18. ↑  Tạm dịch: "Tao vẫn rap như đang trên ngai vàng mà Pharoahe Monch từng ngồi."
19. ↑  Tạm dịch: "Lôi bảy đứa trẻ từ vụ Columbine / Xếp thành một hàng / Rồi cho AK-47, khẩu súng lục và con dao."
20. ↑  Tạm dịch: "Thử coi tao có thoát khỏi kiểm duyệt không khi tao chẳng còn làm loạn dữ dội như thời trẻ."
21. ↑  Tạm dịch: "Tao không biết làm nhạc sao cho đỉnh như vậy, tao cũng đéo biết dùng từ nào cho hợp."
22. ↑  Tạm dịch: "Tao từng là một thằng bị đuổi học, là một thằng nghiện ngập / Nhưng nhìn vào đống giải thưởng âm nhạc chứng tỏ trình độ rap đã gánh tao đi lên."
23. ↑  Tạm dịch: "Chúng nó bảo tao hãy bớt khinh đàn bà đi / Nhưng nếu lũ bọn mày tìm hiểu kỹ quá khứ cay đắng của tao thì sẽ kiên nhẫn hơn chút / Và đồng cảm trước hoàn cảnh lẫn lý do tại sao tao lại ghét đàn bà như điên."
24. ↑  Tạm dịch: "Nhưng nếu như tao không thể 'đánh' đàn bà / Thì làm sao mà tao có thể đem đi 'nướng bánh' được?" Giải thích ẩn dụ: "Đánh" ở đây là từ nhiều nghĩa, đánh đập phụ nữ hoặc đánh nguyên liệu làm bánh thành hỗn hợp. "Nướng bánh" là từ lóng của giới hip hop, có nghĩa là giết ai đó đẫm máu.
25. ↑  Tạm dịch: "Vì đéo gì phải làm vua khi tao có thể là một vị Thiên Chúa?"
26. ↑  Tạm dịch: "Bọn chúng bảo tao rap nhạt nhẽo như robot, nên hãy gọi tao là rapbot."